# Mjölby distrikt
Mjölby distrikt är ett distrikt i Mjölby kommun och Östergötlands län. 
Distriktet ligger i och omkring Mjölby. 

## Tidigare administrativ tillhörighet
Distriktet inrättades 2016 och utgörs av en del av området som Mjölby stad omfattade till 1971, delen som staden utgjorde före 1952, och som före 1920 utgjorde Mjölby socken.
Området motsvarar den omfattning Mjölby församling hade vid årsskiftet 1999/2000.